# Esposizione di Stoccolma (1930)

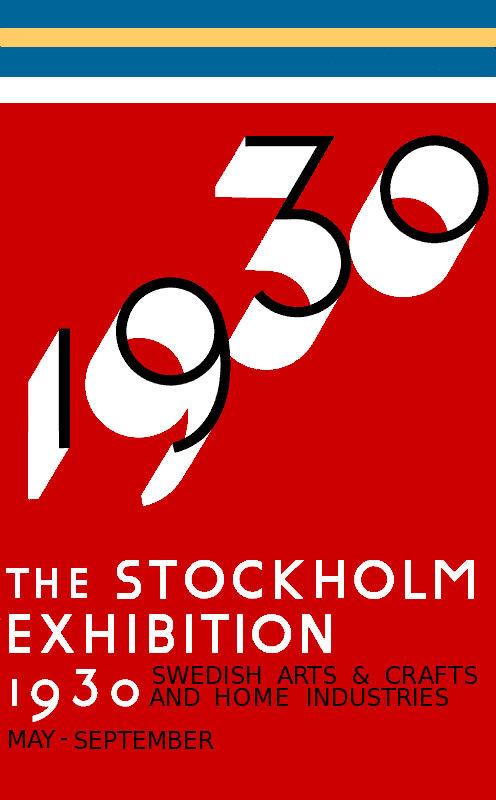
Poster dell'Esposizione di Stoccolma del 1930

L'Esposizione di Stoccolma (in svedese, Stockholmsutställningen) è stata un'esposizione tenutasi nel 1930 a Stoccolma, in Svezia. Viene spesso presentata come il momento di svolta modernista dell'architettura svedese. Ma, mentre in Germania o in Francia il movimento moderno rimase una forza culturale di posizione spesso rivoluzionaria, in Svezia rappresentò un'iniziativa nazionalista. Obiettivo dell'esposizione era di presentare agli svedesi una versione modernizzata della produzione artistica artigianale del loro paese, offrendo tale immagine anche a un pubblico internazionale.

## Gli albori dell'esposizione
La Società Svedese di Arti e Mestieri, che aveva lanciato l'esposizione, era stata fondata nel 1845. Nel 1920 ne era diventato direttore lo storico Gregor Paulsson, modernista e sostenitore dei principi del Deutsche Werkbund a proposito delle sfide proposte dalla meccanizzazione dei processi industriali. Egli si era impegnato a favore di più alti standard della produzione di massa. Sull'onda del successo dell'esposizione di Weissenhof, organizzata presso Stoccarda dal movimento tedesco, si decise della necessità di uno spettacolo ugualmente ambizioso. Fu organizzata un'equipe di lavoro formata da Paulsson, Gunnar Asplund e Hugo Lagerström. Paulsson fu nominato direttore, Asplund architetto capo. L'esposizione si sarebbe concentrata esclusivamente su prodotti svedesi e divisa in tre sezioni: i prodotti per la famiglia, la casa e la strada. Nel giugno del 1928 il sito era stato scelto, il programma determinato e Asplund incaricato di studiare il design. Dei suoi primi schizzi progettuali non rimane molto, ma la sua idea era orientata maggiormente verso la natura temporanea degli edifici. Egli propose l'uso archi in legno laminato disposti in serie a formare capanne tondeggianti. L'idea iniziale però non piacque molto, pertanto Asplund e Paulsson intrapresero in viaggio per l'Europa per visitare le altre esposizioni. Durante il loro viaggio incontrarono Le Corbusier e Pierre Jeanneret. Questi incontri si rivelarono determinanti e le revisioni di Asplund ai suoi progetti furono apprezzate dalla commissione con l'approvazione di Ivar Tenghom, maestro di Asplund e pioniere del revival del classico, il quale lodò il nuovo linguaggio architettonico del portico aperto che bilanciava sapientemente il Neoclassicismo e la nuova corrente del Funzionalismo.

## Design preliminare
Il sito era una zona potenzialmente meravigliosa ma trascurata a est di Stoccolma, affacciata sulla laguna in mezzo alle colline. All'entrata era prevista una zona per la fermata di tram e autobus in prossimità della riva, insieme a un molo per i trasporti acquatici. Asplund era affascinato dalle possibilità offerte dall'acqua e cercò di sfruttare al massimo la costa della laguna aggiungendo un ponte pedonale temporaneo in modo che il parco divertimenti dell'esposizione potesse occupare l'altra sponda. Fin dal principio Asplund sviluppò il suo design in maniera lineare seguendo la strada principale, nominata “Corso” (dalle reminiscenze dei suoi viaggi in Italia). Essa partiva dal terminal dei trasporti con un portico aperto sulla costa della laguna. Il primo gruppo di padiglioni correva lungo la strada parallelamente alla riva fino ad arrivare al Planetario, la cui forma semisferica funge da perno laddove era necessario che la strada curvasse. Lo spazio più ampio sul lato nord permise la costruzione di padiglioni più lunghi con delle corti in mezzo, mentre lo spazio dietro a questi fu occupato da altri edifici per dare l'idea della profondità urbana. L'area tra il Corso e la laguna divenne Festival Square, uno spazio adibito a teatro all'aperto per spettacoli e concerti. All'estremità est di Festival Square era collocato Paradise Restaurant, il più imponente degli edifici. In mezzo alla piazza era collocato un grande traliccio pubblicitario con una cabina sospesa, il punto di riferimento principale per l'esposizione visibile dall'esterno. La strada svoltava ancora verso est seguendo la costa con un'ulteriore fila di padiglioni tra cui il Svea Viken Pavilion, dedicato alla storia e all'identità svedese. Più avanti una massa di alberi preesistenti interrompeva la continuità della strada. Passata questa, grazie al collegamento per mezzo del ponte pedonale, l'esposizione poteva espandersi di nuovo sull'altra sponda con il parco divertimenti e una serie di modelli di case e appartamenti sviluppati dai modernisti svedesi. Il design di Asplund, però, termina con il progetto del ponte, infatti non contribuì personalmente ai progetti delle abitazioni.

## Versione finale
Nella versione preliminare l'entrata aveva un modesto portico piatto, ora era sviluppato su due piani con un tetto su colonne. Dietro vi era il terminal per i trasporti che affiancava il Corso sulla sinistra. I padiglioni erano caratterizzati da portali curvi in acciaio. Una tettoia curva si alzava a proteggere il pennone di una barca in esposizione mentre un tetto piatto proteggeva un aereo. Tra essi sorgeva un terrazzo con scale e un padiglione cubico sospeso insieme a tendoni dallo stile marinaresco. Il Planetario era una struttura emisferica in legno con lo spazio interno buio per la proiezione del cielo notturno. La parte alta era rivestita in alluminio, la parte bassa in feltro verde. La restante parte del Corso era caratterizzata da padiglioni che ospitavano prodotti di ogni tipo come mobili, ceramiche, strumenti musicali, libri e tessuti.

## Gli edifici

### Paradise Restaurant
Considerato il lavoro di Asplund più brillante, poteva ospitare 1000 ospiti nella sala da pranzo principale e 400 in ciascuna delle due sale da banchetto più piccole. Architettonicamente crea una parete conclusiva per la Festival Square, indicando la continuazione dell'esposizione, ma anziché allineare il ristorante al resto degli edifici, Asplund lo inclina di circa 7° verso la laguna aprendolo verso la curva. La sala principale da ballo era quadrata e cuore del complesso. Il profilo curvo della torre principale vetrata aveva l'effetto di convogliare visitatori verso il resto del sito. L'edificio era rialzato in modo da consentire una visione complessiva dell'aria e l'accesso al settore dedicato all'intrattenimento. Al suo interno Asplund creò una complessa serie di scale elicoidali: sia le scale sia la selva di montanti, che elevavano l'edificio rispetto al terreno facendoli una piattaforma visiva, sono tecniche che Asplund aveva probabilmente osservato durante una breve visita a Parigi con Paulsson.

### Festival Square
Festival Square non era uno spazio vuoto, ma una grande stanza all'esterno per 50.000 persone, con gradinate e un palco sostanzialmente modernista disegnato come riflettore acustico (si tratta di un primo esempio di forma acusticamente determinata). Vi erano un'orchestra fissa per tutta la durata dell'Esposizione, ma anche performance di vari tipi di gruppi musicali, show, balletti ed esibizioni ginniche oltre a spettacoli di fuori d'artificio. Nell'acqua adiacente alla piazza si tenevano gare di nuoto e canottaggio. L'intera piazza era caratterizzata dalla presenza di insegne luminose alimentate da tre trasformatori temporanei.

### Park Restaurant
Era collocato sulla riva tra il giardino e Festival Square, alla fine del vicolo di fronte al planetario. Sto angolo dell'esposizione era più remoto e quindi più intimo caratterizzato dalla presenza di alberi. I tavoli potevano essere portati all'esterno sul molo che partiva dalla riva senza un passaggio pubblico. Vi erano tre sale ristoranti al primo piano con una cucina centrale. La pianta è condizionata dagli alberi esistenti. La terrazza aperta sul lato della riva è chiaramente a forma di barca, mentre la sala verso gli alberi a nord era vetrata e voltata, simile a una serra. Qui venne ospitata una mostra di quadri astratti di scarso successo.

## Galleria d'immagini

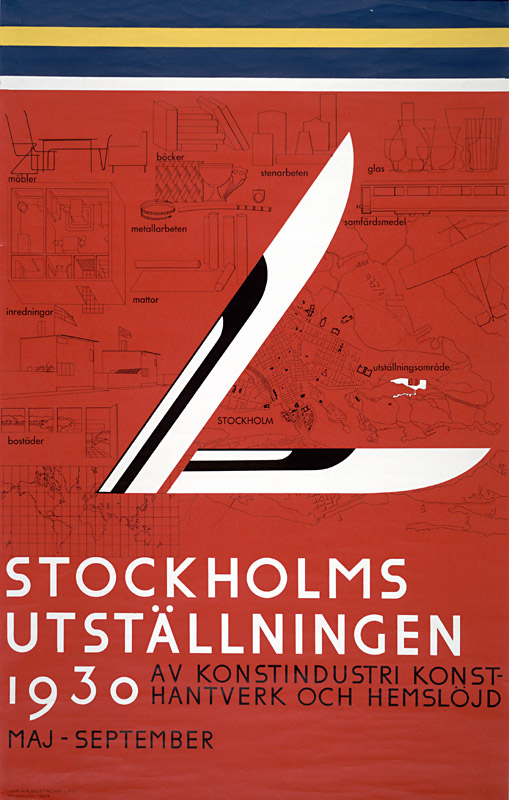
Poster with Lewerentz's "Winged V" emblem
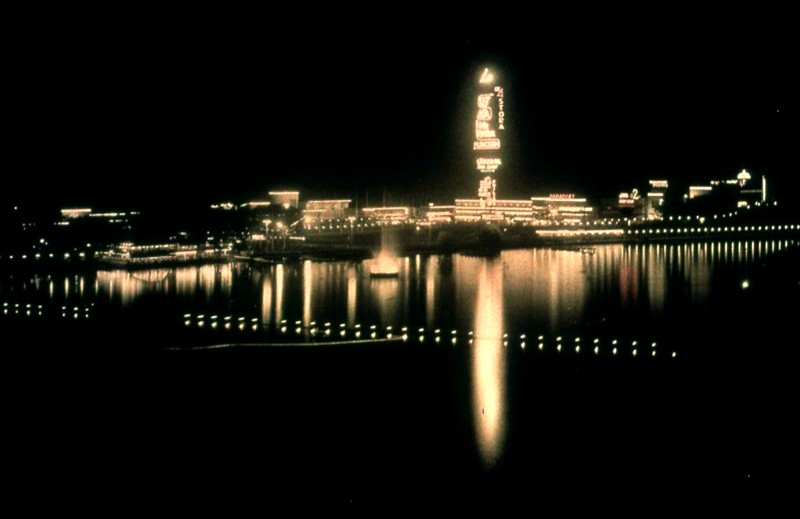
Night view, lakeside
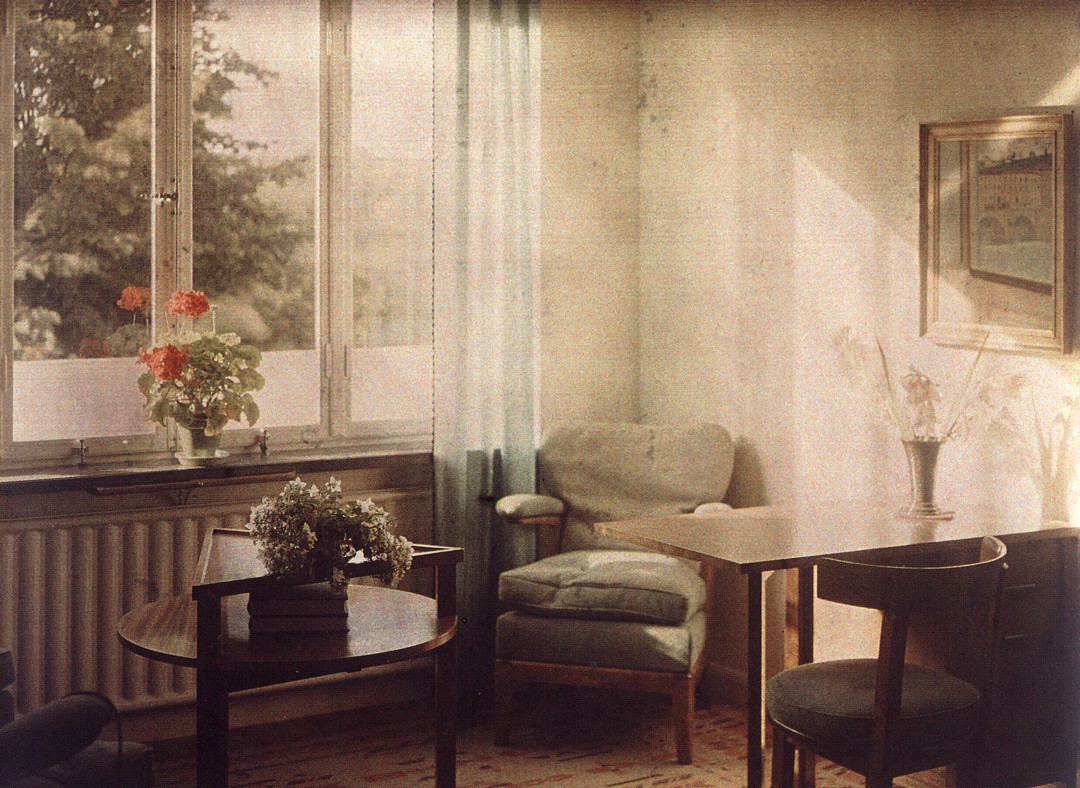
Functionalist interior space, type 4 dwelling
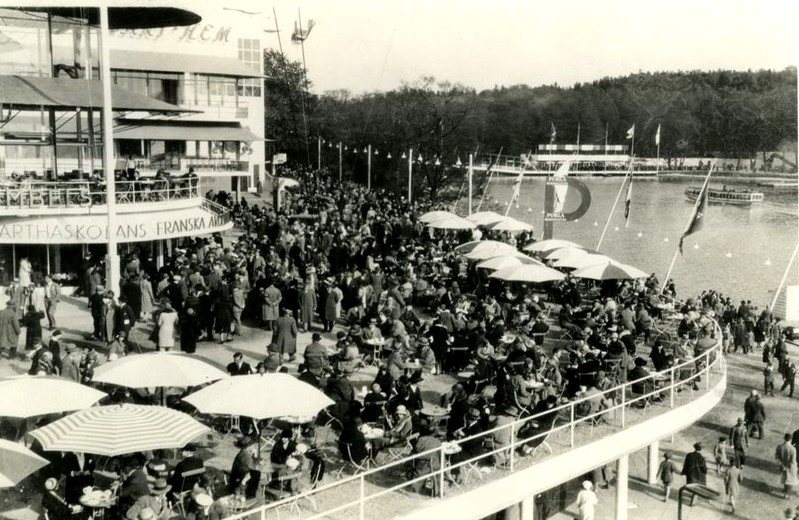
Restaurant crowd
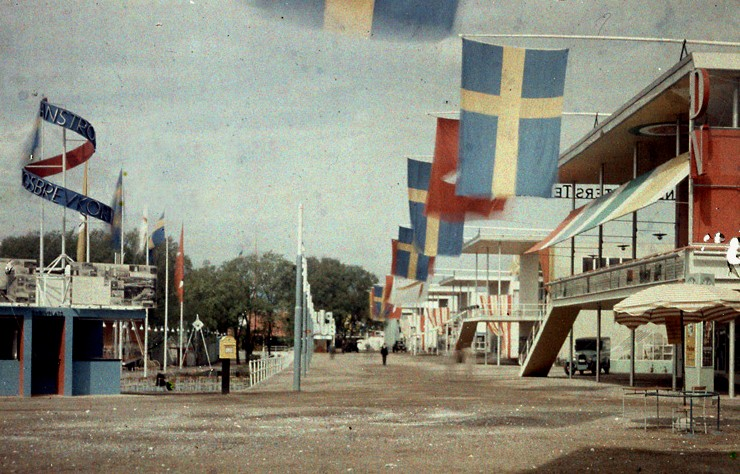
Photo by Gustaf Cronquist
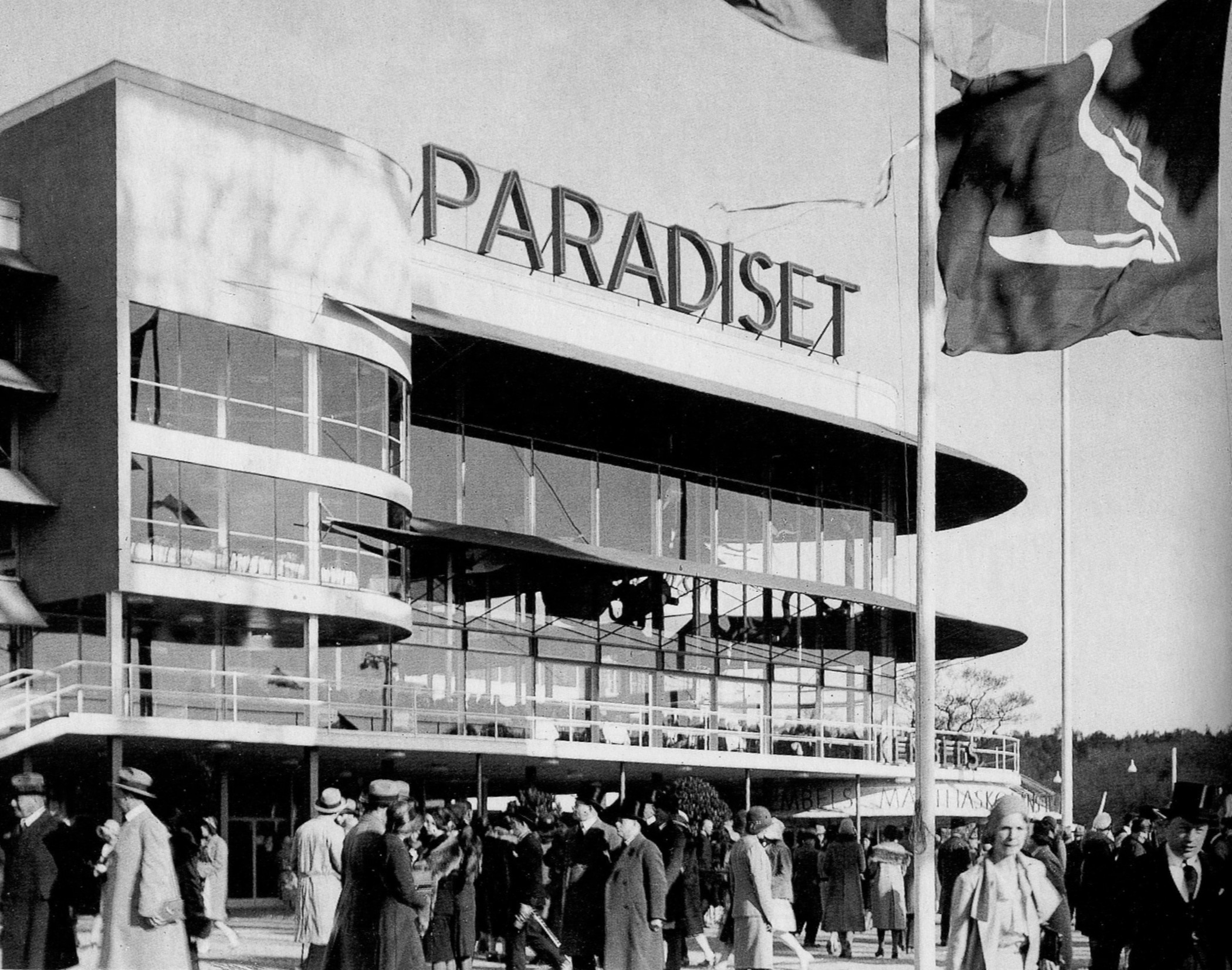
Another view of the Paradise Restaurant
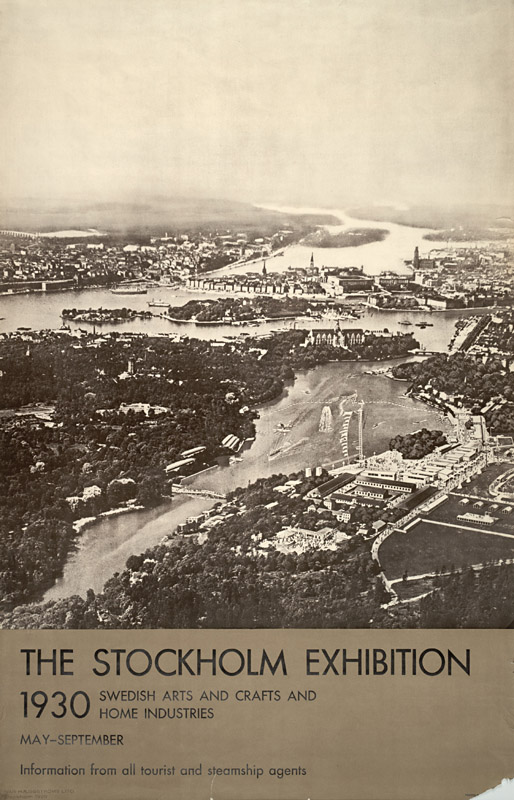
Poster in English